# Club Atlético Olimpia (Paraná)
El Club Atlético Olimpia es un club deportivo de la ciudad de Paraná (Argentina) que tiene como principal actividad deportiva el Básquet. Actualmente el equipo de Primera División milita en el Torneo Federal de Básquetbol, organizado por la Confederación Argentina de Básquetbol.

## Historia

### Primeros años
Por el año 1931 existían dos clubes conformados por niños y adolescentes en el barrio. Uno de ellos denominado "Uruguay", lo conformaban entre otros; Ezio y Miguel Andreetto, Jaime Svartz, Hermes Torra y Francisco Martínez. El otro que llevaba el nombre de "Unión" estaba compuesto por: Aristodemo J. Zamboni, Enrique, Alberto y Rafael Santiago, Antonio Rojas y Carlos Di Persia. Por aquel entonces ambos clubes practicaban el fútbol en el terreno donde hoy se emplaza la sede social del Club.
En 1932, ya con el propósito definido de practicar "ese nuevo deporte" que era el básquetbol, los integrantes de ambas organizaciones decidieron unirse buscando un nombre que los identifique como nuevo club. Es así que fue elegido por unanimidad el nombre sugerido por Dante Marega y que hacía referencia a la esencia del deporte: Olimpia.  
Una vez resuelto el nombre, fue necesario adoptar colores que los diferenciaran en las competencias deportivas de aquellos tiempos. Hubo una gran preferencia por el color rojo, pero era un color particularmente costoso por la forma de teñir de la época. En 1934, la participación de los equipos de Olimpia en los certámenes de la entonces "Federación Paranaense de Básquetbol" exigió el refuerzo de los colores para lo cual se requería del aporte solidario de vecinos y simaptizantes del club. Gracias al aporte generoso de don Cayetano Rossi, quien donó varias cajas de anilina marca "Colibrí", el problema quedó resuelto. Fue en el año 1936 que con la llegada de nuevos socios a la institución se cambió el color rojo por azul. Con el correr de los años se sucedieron etapas hasta llegar a la combinación tradicional que conocemos actualmente: Rojo y Azul.  

### Primer equipo
El 29 de septiembre de 1941 debutó el equipo de Primera División en el Torneo "Aniversario del Parque Berduc". Aquel equipo tenía en sus filas a uno de los más grandes ídolos de nuestra institución: Humberto Pietranera. Un jugador sumamente inteligente y con un potencial físico notable. Actualmente el estadio del club lleva su nombre en honor a su aporte tanto deportivo como institucional que durante décadas realizara de manera desinteresada.

### Humberto Pietranera

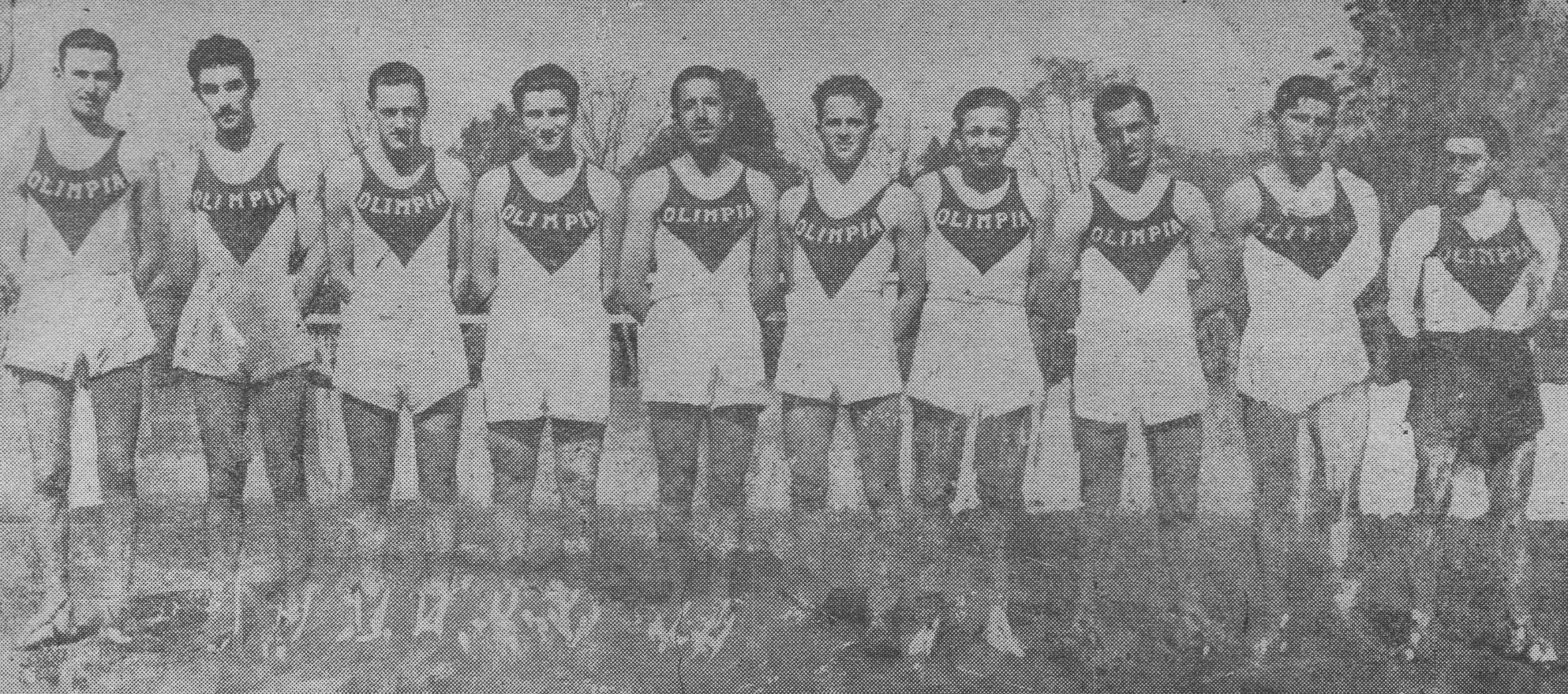
Primer equipo de primera división del Club Atlético Olimpia. Integrantes: Manuel Svartz, Aristodemo Zamboni, Reinaldo Uriarte, José M. Di Persia, Ezio Andretto, Humberto Pietranera, Marcos Angles, Gerardo “Paco”Vicente, José M. Blanco y Hertz Nüremberg.

“Humbertito” nació el 7 de junio de 1924 y se inició en la práctica del básquetbol en el año 1936 donde integró el equipo de Cadete “B” quienes se coronaron campeones en un Torneo organizado por el Club Ciclista de Paraná. De ahí en más, y hasta 1957, demostró la gran calidad de jugador con una imponente potencia física y una particular inteligencia para desplegar su juego. Logró obtener muchos campeonatos en distintas oportunidades, incluso representando al seleccionado paranaense en 1946, 1947 y 1951. 

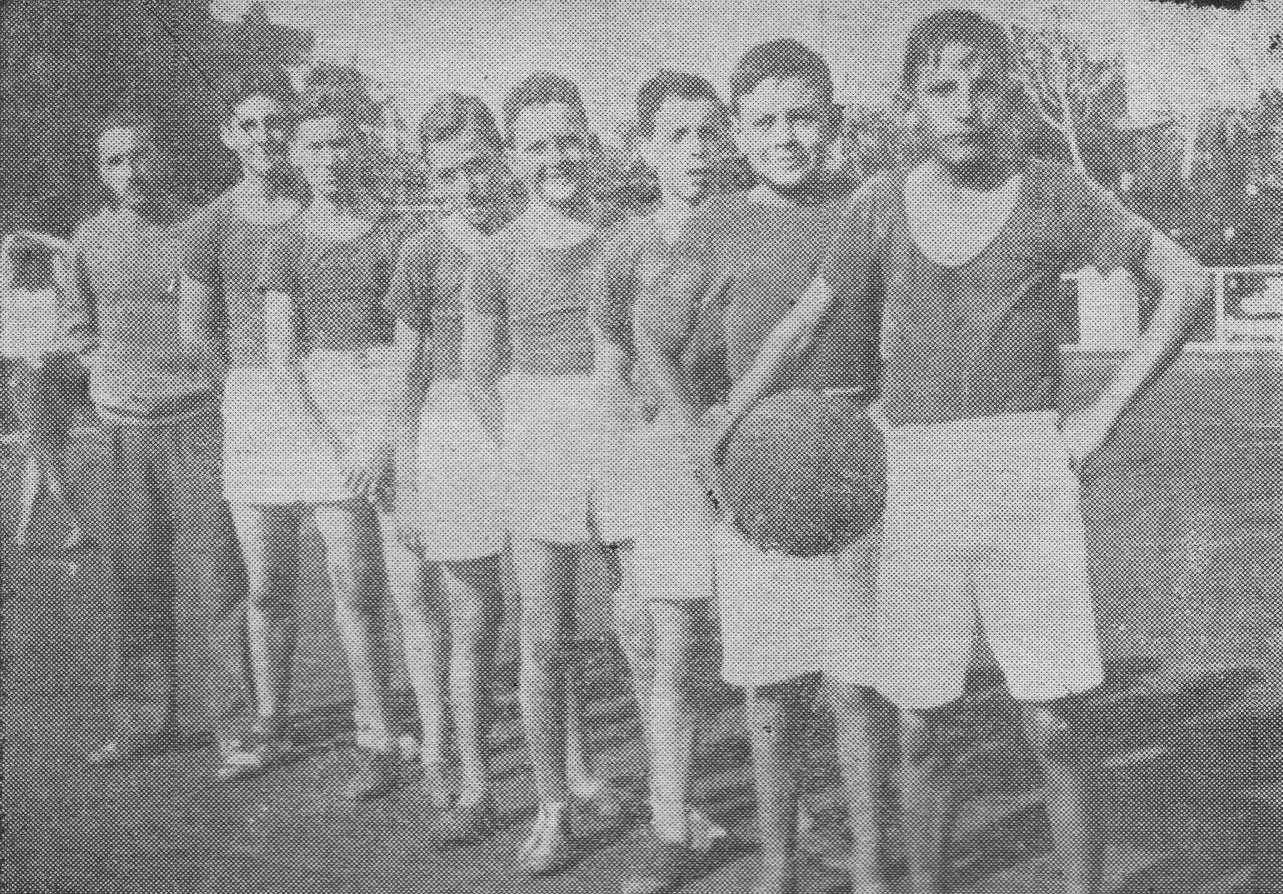
Equipo de Infantil de Olimpia, en el año 1937, integrado por Humberto Pietranera

Mucho se puede decir de Humberto Pietranera como jugador, pero lo más importante fue su calidad de ser humano: sencillo y modesto; tan ferviente hincha de Olimpia que cuando dejó la actividad deportiva integró varias comisiones directivas y fue un incansable colaborador de nuestra institución. Falleció el 10 de agosto de 1992 convirtiéndose en una leyenda de nuestro club y dejando la llama azulgrana por siempre encendida en nuestros corazones.

## Logros deportivos

### Experiencia Internacional
Desde el Tarija Basket-Ball Asociación, organismo afiliado a la Federación Boliviana, llegó la invitación para ser parte de un Campeonato Triangular Internacional denominado "Confraternidad Americana" en abril de 1972. El Azulgrana empezó con el pie derecho frente a Libertad de Rosario (66-53) y dio su vuelta olímpica tras superar a los anfitriones 87-85. Pero esto no fue todo, ya que a pedido de Tarija, un día después, el duelo se repitió pero en esta oportunidad con un desenlace más amplio (85-60). Así formó el equipo: Omar Dayub, José Cottonaro, Francisco Vicente, Sixto Zárate, Carlos Lui, Héctor Pieri, José Luis Dajos, Julio López, Horacio Uriarte, Isidoro Lui, Carlos Fontanini, Jorge Mencía y Mario Ríos. Director técnico: Antonio Reynoso.

La experiencia ecuménica se reiteró dos años después, en 1974, con la diferencia que el organizador fue el propio Olimpia. El Palmeiras de Brasil, con Ernesto "Finito" Gehrman en sus filas, se encontraba realizando una gira por Argentina arrasando con cuanto Torneo se le presentara. El equipo era dirigido por Vlamir Márquez y contaba también con otro argentino, Carlos González, los brasileños Carioquinha y Ze Geraldo, y el norteamericano Curtis. Los verdiblancos arribaron a Paraná con triunfos sobre Ferrocarril Oeste, la selección Nacional, Obras Sanitarias y el poderoso combinado de Bahía Blanca. Olimpia fue un digno rival y el marcador final solo quedó para las estadísticas. Por razones de seguridad, los organizadores colocaron a la venta 2000 entradas a un valor de 20 pesos. Todo este público fue testigo de la victoria visitante por 74-59.

### Récord
En 1975, Olimpia escribió otra página importante dentro de la historia del club al obtener la segunda Copa de Campeones de la Provincia, lo que le valió formar parte del Primer Campeonato Nacional de clubes, que bien podría considerarse como una Liga Nacional en aquellos años. En Mendoza, Olimpia finalizó cuarto, detrás de Obras (campeón), Estudiantes de Bahía Blanca (subcampeón con Beto Cabrera) y Mendoza (tercero). Anteriormente se logra vencer a Tokio de Posadas, Misiones, por 63 a 56 de visitante y por 83 a 67 en Paraná. Luego derrotaría a San Martin de Chaco por 63 a 59 y perdería únicamente con Estudiantes de BB en un intenso y emocionante encuentro por 73 a 67. El equipo estaba conformado por: Julio López, José Cottonaro, Francisco Vicente, Carlos Lui, Omar Dayub, José Saucedo, Jorge Mencía, José Olivera, Horacio Uriarte, Carlos Faggionato, Mario González y Mario Ratto.
En 1976 se obtiene, por tercera vez, el título entrerriano.
Hasta ese año el primer equipo del CAO había logrado el título en 45 torneos sobre 58 jugados. Un verdadero récord por donde se lo vea. Durante 10 años, Olimpia ganó 320 de los 367 encuentros en los que participó, con 133 victorias en 154 partidos por Torneos Oficiales.

### Ascenso
Bajo la presidencia de Dardo Pablo Blanc y con el apoyo de una joven Comisión Directiva, el panorama fue diferente. El primer equipo añoraba, jugando en el ascenso local, aquellos buenos tiempos y desde la dirigencia apuntaban a que el recuerdo se transformara en presente. La revolución se produjo a mediados de la década del ‘80.
Apuntando a cumplir una óptima labor en la Liga Provincial, el plantel realizó pretemporada en Mar del Plata. Aarón Funderbuk se transformó en el primer extranjero en calzarse la camiseta azul y roja, un pivote de 2.02 metros de altura, oriundo de Carolina del Norte. Inclusive las noticias de la época hablan de que Jerome Mavelik, otro foráneo, también estuvo en los planes de los paranaenses. No obstante, quien si se sumó fue James Harwell. Junto a los norteamericanos, los hermanos Mario y Celso Benedetich; Gustavo Agasse; Claudio Retamar; Marcelo y Héctor Andrián; Oscar Ovando; Julio Godoy; Daniel Ríos; Marcelo Abichaín y Walter Rolandelli fueron los nombres de aquella campaña.
Luego de ganar la Liga Provincial, en 1986, el CAO accedió a la Liga Nacional C y obtuvo el ascenso a la vieja Liga B. El sábado 13 de diciembre de 1986 será recordado siempre por la gente de Olimpia, ya que el equipo que dirigía Sergio Martín, venció 88-81 a Colón de Santa Fe, en el estadio de Santa Paula de Gálvez.
A la base que subió de división, el entrenador santafesino incorporó a Enzo Benedetich; Hernán López; Juan Sabena; Miguel Rossano; Hernán Bonarrigo y José Valli. James Harwell continuó como extranjero, también tuvo una participación Kevin Brown. Pero, sin dudas, que muchos se sorprendieron cuando se cerró la contratación de Charles Parker, todo un referente de Echagüe.

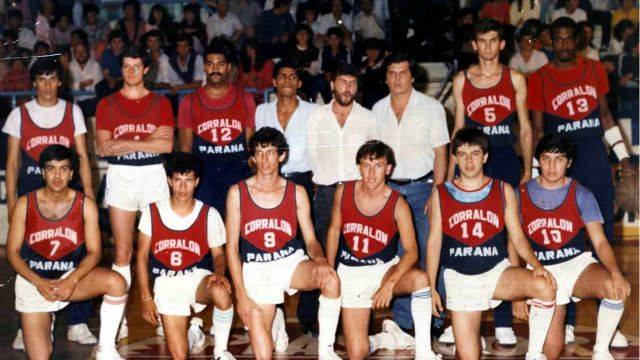
Equipo de Olimpia que consiguió el ascenso a la Liga Nacional B en 1986.

## Datos del club
- Temporadas en Primera División: ninguna
- Temporadas en Segunda División: 2 (1987 y 1988)
  - Mejor puesto en la liga: Octavos de final (en 1987)
  - Peor puesto en la liga: Descenso (en 1988)
- Temporadas en Tercera División:
  - Torneo Federal: 3 (2017-18 a la actualidad)
- Participaciones en Campeonato Nacional de Clubes campeones: 2 (1975 y 1977)
  - Mejor puesto: 4.° puesto (1975)

## Palmarés

### Campeonatos Locales
- Torneos de Primera División APB : 18 (Último en 2013)[2]
- Torneo Dos Orillas: 2 (2007 y 2016)[3]
- Campeonato Entrerriano:
  - Campeonato Entrerriano de Clubes Campeones: 3 (1972 , 1975 y 1977)
  - Ganador Liga Provincial: 1986 (2.° Puesto) y 1989 (1.° Puesto) y
  - Campeón Liga Provincial: 2017[4]

### Campeonatos internacionales
- Torneos "Confraternidad Americana" en Tarija, Bolivia: 1 (en 1972)

## Personalidades azulgranas
Sin dudas uno de los más importantes socios y simpatizantes que ha tenido el Club Atlético Olimpia fue el gran Rubén Manuel Martínez Solís, más conocido por su nombre artísitico como Linares Cardozo, uno de los folkloristas más importantes de la historia de la provincia y de la República Argentina.